# 385205 Michelvancamp
385205 Michelvancamp este o planetă minoră (asteroid) din centura de asteroizi. A fost descoperită pe 21 septembrie 1999 la Observatorul Regal al Belgiei⁠(d) de Thierry Pauwels⁠(d) și a fost numită după Michel Van Camp⁠(d). 
Obiectul prezintă o orbită caracterizată de o semiaxă mare de 2,2351359090774 UAi, o excentricitate de 0,06107450274259, o înclinație de 7,8310794151288 ° în raport cu ecliptica.